# Leonhardus Schmaus
Leonhardus Schmaus (Ende 15. bis Anfang 16. Jahrhundert in Salzburg) war ein österreichischer Arzt.

## Leben und Wirken
Über Leonhard Schmaus ist lediglich bekannt, dass er vom Ende des 15. bis zum Anfang des 16. Jahrhunderts in Salzburg lebte und dort eine Abhandlung über die Syphilis schrieb. Mit der Begründung, die Krankheit werde durch das amerikanische Guajak-Holz geheilt, gab er an, die Syphilis stamme aus Amerika.

## Werk
- Lucubratiuncula de morbo Gallico et cura eius nouiter reperta cum ligno Indico. Sigismund Grimm, Wien 18. Dezember 1518 (Digitalisat)